# Allocharopa okeana
Allocharopa okeana é uma espécie de gastrópode da família Charopidae.
É endémica da Austrália.